# Yida Huang
 (mars 2012).
Si vous disposez d'ouvrages ou d'articles de référence ou si vous connaissez des sites web de qualité traitant du thème abordé ici, merci de compléter l'article en donnant les références utiles à sa vérifiabilité et en les liant à la section « Notes et références ».
Yida Huang (chinois simplifié : 黄义达 ; caractères traditionnels : 黃義達 ; pinyin : Huáng Yìdá), né le 11 août 1979, est un chanteur et compositeur singapourien.
Il est diplômé de 李伟菘音乐学校 "Lee Wei Song School of Music", première école de musique pop chinoise située à Singapour. L'écriture correcte de son nom est Yida. En effet, la forme précédente de «YiDA" ayant été utilisée comme logo par Sony Music Taiwan, le chanteur a cessé d'écrire son nom ainsi une fois la fin de son contrat avec la compagnie.
Ses 4 principaux albums sont sortis chez Sony Taiwan. Sa chanson 臭 男人 "Chòu Nán Rén" (Jerk) apparaît en musique de générique du Drama taiwanais Devil Beside You. Une autre chanson de son album, intitulée "Set Me Free", sert de musique principale à la version chinoise du film Furtif . 
Son quatrième album "Dedicated to Myself" 写给 自己 的 歌 (pinyin : xiěgěi  zìjǐ de gē), très attendu des fans, est officiellement sorti le 28 novembre 2008.
Le 21 avril 2011, sept ans après son premier album, Yida Huang a sorti son nouvel EP "微光» (wēi guāng : "Lueur") chez 北京 橙 天 华 音 音乐 制作 有限公司 (pinyin : běijīng chéng tiān huá yīn yīn yuè zhìzuò yǒuxiàngōngsī) Orange Sky Huayin Music Production Co. , compagnie  pour laquelle il a signé après la fin de son contrat avec Sony Taiwan. L'album se composait de 5 pistes, y compris un morceau instrumental "piste 11" dont s'est servi la styliste Marie Tchibi dans un défilé de mode dévoilant sa collection You.kai.
Un film musical (保留 bǎo liú : preserve) a également été produit par la même compagnie, utilisant les morceaux de son EP "微光"  comme B.O. Mettant en vedette Yida Huang et Tang Yan, le film est centré sur les drôles de rencontres entre un photographe (joué par Yida Huang), et une jeune femme (jouée par Tang Yan), dont il n'a aucun souvenir.        

## Discographie
- Wu Fa Ding Yi 無法定義 (2004)
- Exclusive Code 專屬密碼 (2005)
- The Grand Finale 完整演出 (2007)
- Dedicated To Myself 寫給自己的歌 Canción Para Mi (2008)
- Glimmer 微光 (2011)